# بلامی
بلامی (فرانسوی: Bellamy‎) -در ایالات متحده با نام بازرس بلامی (به انگلیسی: Inspector Bellamy) شناخته شده است؛- فیلمی در ژانر جنایی به کارگردانی کلود شابرول (که در سال بعد، درگذشت) و بازی ژرار دوپاردیو است که در سال ۲۰۰۹ میلادی منتشر شد.

## بازیگران
- واینا ژوکونته
- ژرار دوپاردیو
- کلوویس کرنیاک
- ژاک گامبلن
- هنری کوهن
- توماس شابرول
- ایو وِرووِن